# Ratusz w Koninie
Ratusz w Koninie, ratusz na Starówce w Koninie, klasycystyczny, wzniesiony w latach 1796-1803, restaurowany w latach 1916–1917, wpisany do rejestru zabytków w 1953.

## Historia
Początkowo ratusz stał pośrodku rynku (obecnie plac Wolności). Jego pierwotny gotycki budynek uległ zniszczeniu przez pożar w 1707 roku, a zbudowana w latach 80. XVIII wieku budowla spłonęła w 1796 roku. Obecny gmach ratuszu wybudowano między 1796 a 1803 rokiem.
Ratusz położony jest w starej części Konina na placu zwanym Małym Rynkiem u zbiegu ulic 3 Maja i Wiosny Ludów. Jest to budynek o dwóch kondygnacjach wybudowany w stylu klasycystycznym, na planie trapezu, o rozczłonkowanej fasadzie za pomocą czterech kolumn toskańskich. Na nich znajduje się fronton w kształcie trójkąta z herbem Konina. Nad dachem budowli niewielka wieża zegarowa z 1829 roku, na niej znajduje się zegar z zamkniętego klasztoru cystersów w Lądzie. We wnętrzach zachowały się witraże z 1. połowy XIX w., zaś sufit sali, gdzie od 1996 roku odbywają się zebrania rady miejskiej pokrywa stiukowy plafon z 1. połowy XIX w.
W przebudowanych wnętrzach wyróżnia się sala posiedzeń rady ze stiukowym plafonem z 1840 r. Odnowiony w latach 90. XX w., klasycystyczny ratusz jest obecnie siedzibą Biura Rady Miasta oraz Wydziału Oświaty Urzędu Miejskiego w Koninie.
Na zapleczu ratusza znajdowały się miejskie jatki (kramy kupców konińskich). Budynek kramny zbudowany został na początku XIX wieku na planie podkowy. Jego elewację podtrzymują kolumny doryckie podtrzymujące duży gzyms.

## Linki zewnętrzne

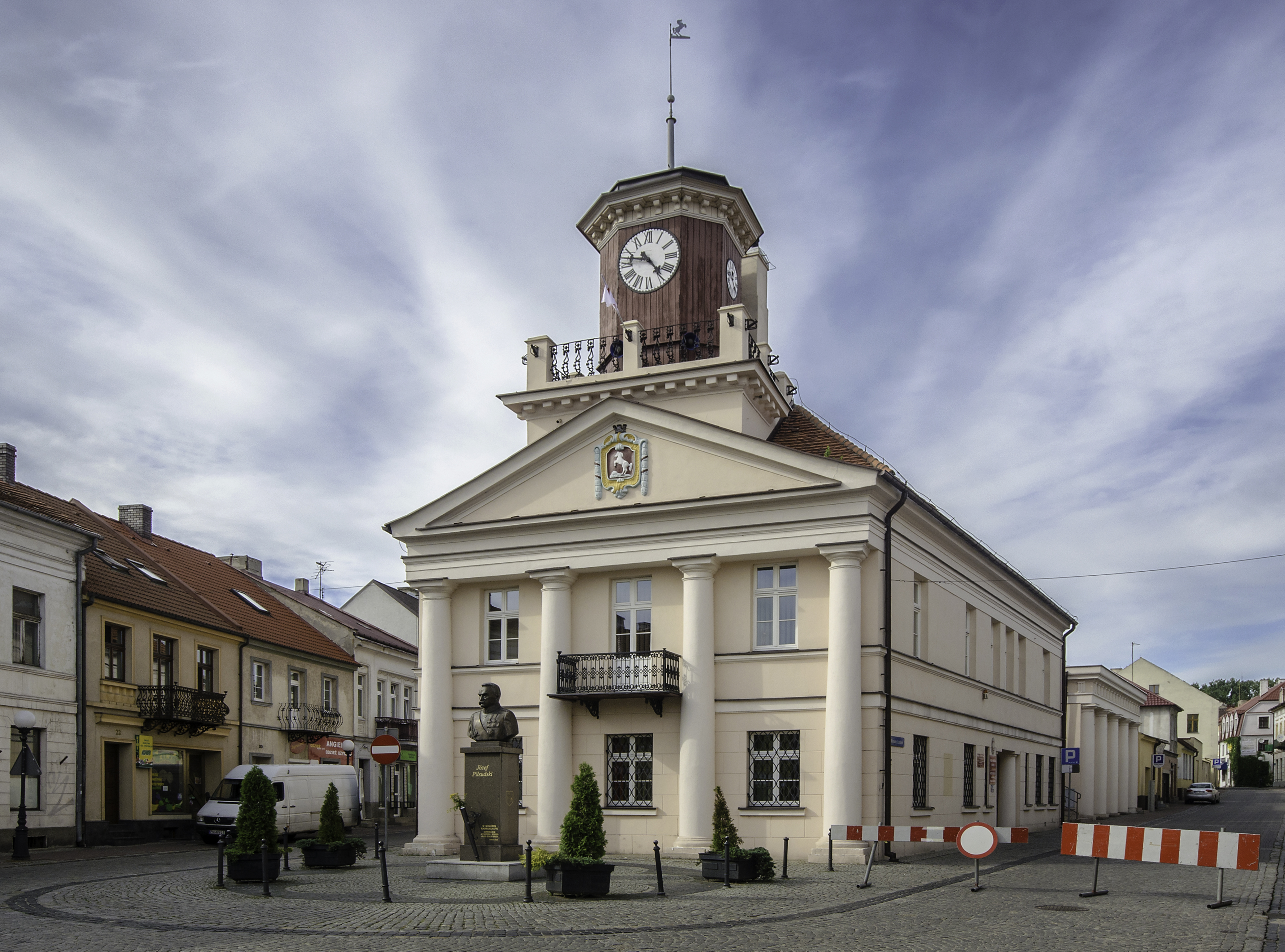
Ratusz w Koninie

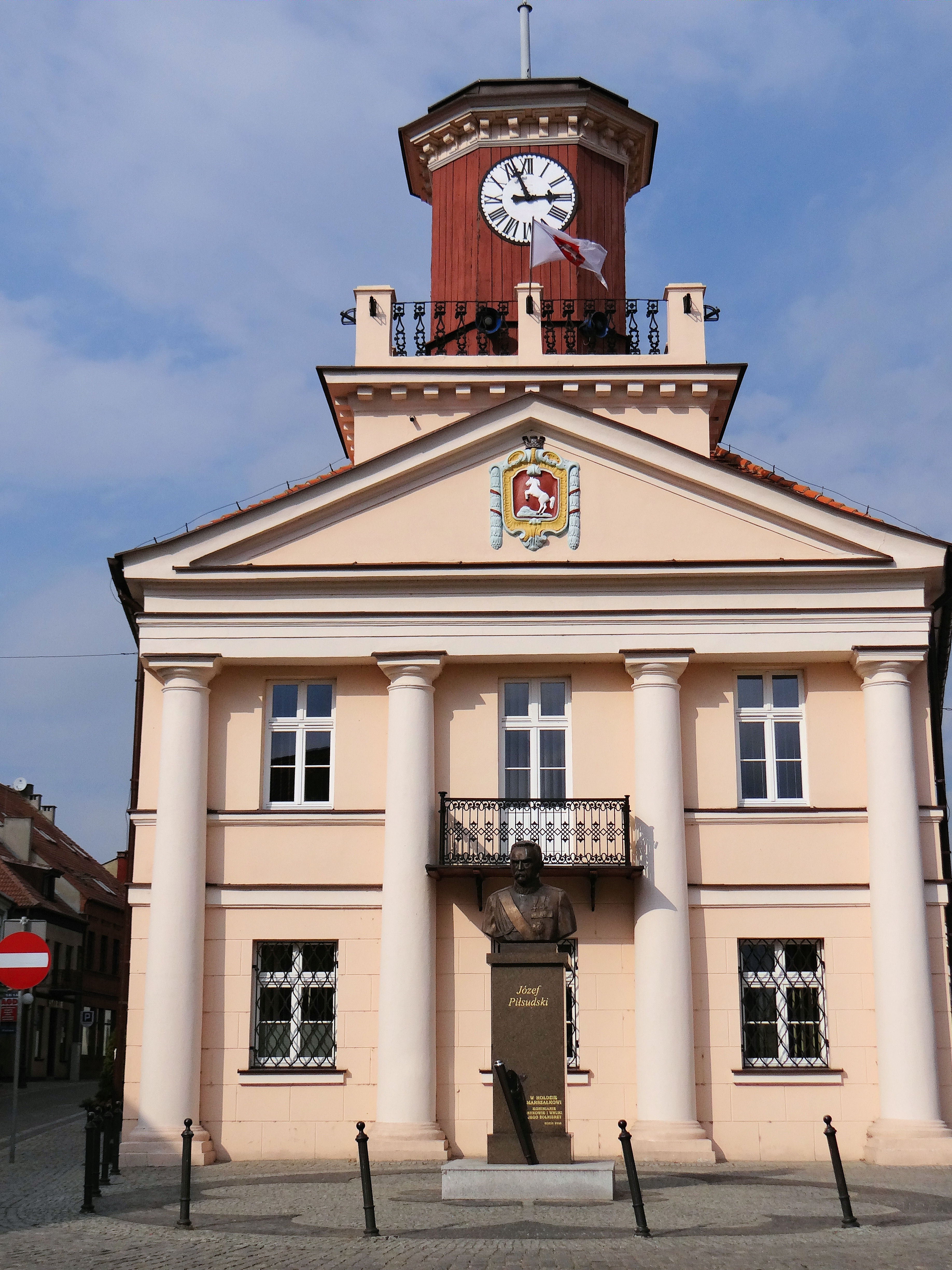
Ratusz w Koninie, elewacja frontowa.